# ワールドテコンドー
ワールドテコンドー（英: World Taekwondo, WT）はテコンドーの競技開催を担う、国際オリンピック委員会 (IOC) の国際競技連盟 (IF) メンバー。韓国のソウルに本部を構える。2017年6月までの旧称は、世界テコンドー連盟 (英: World Taekwondo Federation, WTF) 。

## 概要
1973年5月28日に世界中の代表者35名が韓国の国技院に集いおこなわれた設立会議で設立された。WTと国技院が混同されることがあるが、これらは別の組織である。WTはオリンピックのほかに世界選手権、ワールドテコンドーグランプリの開催を運営しており、各大陸別（アジア、欧州、アフリカ、オセアニア、パンアメリカ）のテコンドー大陸競技連盟のほか、全日本テコンドー協会、USAテコンドーらのテコンドー国内競技連盟が加盟している。
WTテコンドーは、1988年ソウルオリンピックで公開競技となり、2000年シドニーオリンピックにて正式競技に採用された。
国技院の統括の元、WTテコンドーの国際ルールの標準化がおこなわれている。
2017年6月23日、旧名称である世界テコンドー連盟（World Taekwondo Federation）の英語の略称"WTF"が、英語圏で悪口"What the fuck"のスラングを連想させマイナスのイメージが付いてしまったとして、「ワールドテコンドー」（World Taekwondo）に改称したと発表した。本部のある韓国での団体名は世界跆拳道聯盟のままとした。

## 型
WTの型、「プムセ」（品勢）は国技院による統一教本に準じて標準化されている。世界大会等では標準に準拠した審査がおこなわれる。
2010年時点、日本では充分に標準が浸透しておらず、国内大会での採点時の問題となっており、標準に準拠した型の指導者の育成と、標準の浸透が課題となっている。
- 太極 1章 - 8章＝（八卦の型）
- 高麗（コリョ）
- 金剛（クムガン）
- 太白（テベク）
- 平原（ピョンウォン）
- 十進（シップシン）
- 地胎（チテ）
- 天権（チョンゴン）
- 漢水（ハンス）
- 一如（イルリョ）

## スパーリング
WTのスパーリング「キョルギ 」(競技)の試合はポイント制で、その優劣により勝敗が判定される。
- 下段攻撃 (ローキック等) 禁止
- 突きは胴部へのみ可、顔面へは禁止
- 1ポイント - 中段への突き
- 2ポイント - 中段への蹴り
- 3ポイント - 上段への蹴り
- 上記の攻撃によりダウンと判定された場合は、さらに1ポイント加算
- 突きの連打はポイントにならない

### 階級
WT選手権での階級分けは以下の通り。
| 階級名称     | 男子       | 女子       |
| ------------ | ---------- | ---------- |
| フィン級     | 54 kg以下  | 46 kg以下  |
| フライ級     | 54 - 58 kg | 46 - 49 kg |
| バンタム級   | 58 - 63 kg | 49 - 53 kg |
| フェザー級   | 63 - 68 kg | 53 - 57 kg |
| ライト級     | 68 - 74 kg | 57 - 62 kg |
| ウェルター級 | 74 - 80 kg | 62 - 67 kg |
| ミドル級     | 80 - 87 kg | 67 - 73 kg |
| ヘビー級     | 87 kg超級  | 73 kg超級  |

オリンピックでの階級分けは以下の通り。WT選手権では男女それぞれ8階級のところを、それぞれ4階級（男女あわせて8階級）に集約されている。
| オリンピック | オリンピック |
| 男子         | 女子         |
| ------------ | ------------ |
| 58 kg級      | 49 kg級      |
| 68 kg級      | 57 kg級      |
| 80 kg級      | 67 kg級      |
| 80 kg超級    | 67 kg超級    |

## 関連記事
- テコンドー
- オリンピックテコンドー競技
- アジア競技大会テコンドー競技
- 全日本テコンドー協会 (AJTA)
- 全日本テコンドー連盟 (AJTF)
- 国際テコンドー連盟 (ITF)